# Kuliješ
Kuliješ je naseljeno mjesto u općini Kiseljak, Federacija Bosne i Hercegovine, BiH.

## Stanovništvo

### 1991.
Nacionalni sastav stanovništva 1991. godine, bio je sljedeći:
ukupno: 365
- Hrvati - 337
- Muslimani - 9
- Srbi - 4
- Jugoslaveni - 11
- ostali, neopredijeljeni i nepoznato - 4

### 2013.
Nacionalni sastav stanovništva 2013. godine, bio je sljedeći:
ukupno: 347
- Hrvati - 334
- Srbi - 9
- Bošnjaci - 2
- ostali, neopredijeljeni i nepoznato - 2